# بيكربونات الصوديوم

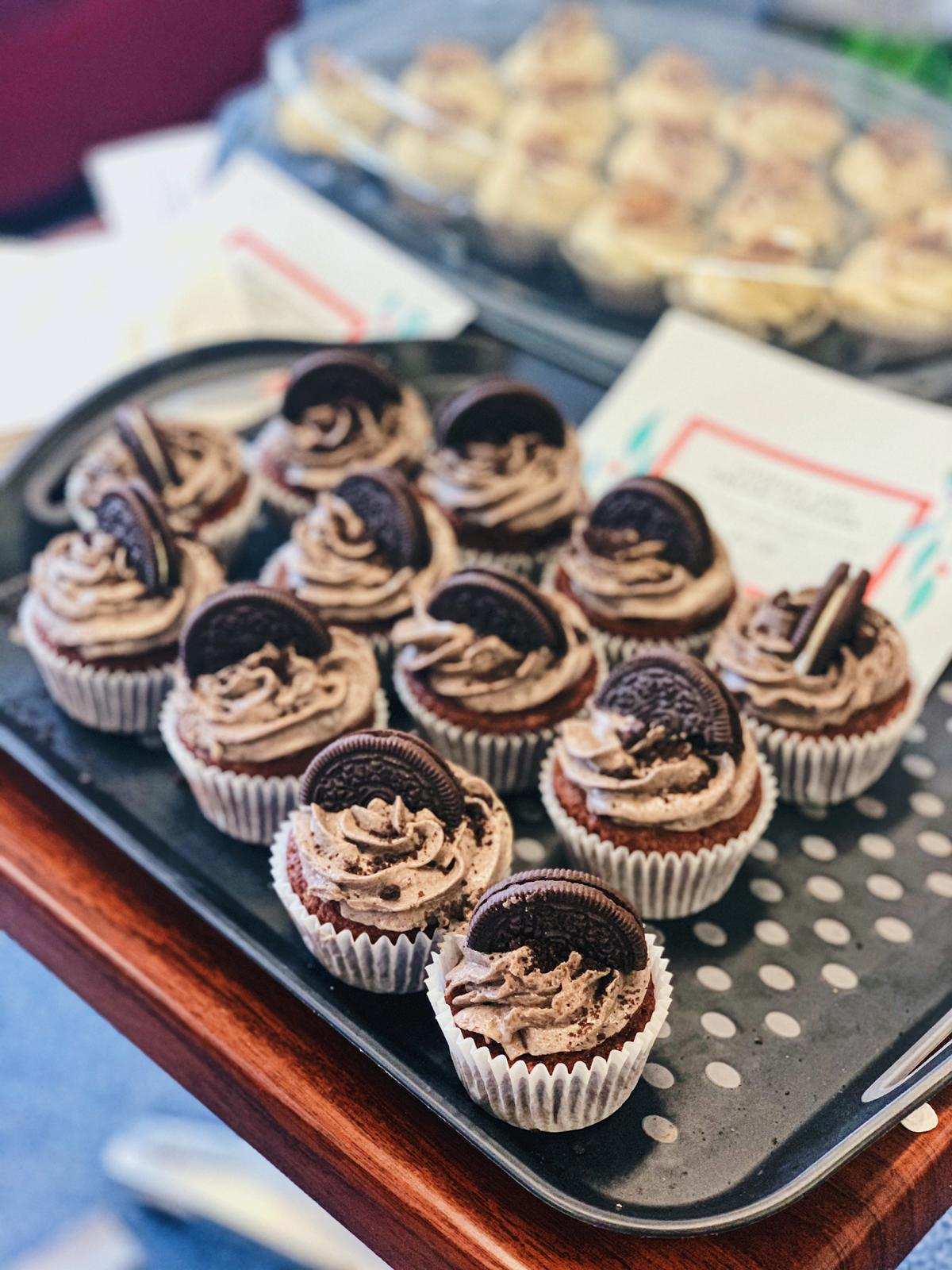
الكعك المخبوز بصودا الخبز كعامل ينفش العجين.

بيكربونات الصوديوم هو مركب كيميائي صيغته NaHCO3 ويوجد في الشروط القياسية على هيئة مسحوق بلوري أبيض عديم الرائحة. يصنف هذا المركب كيميائياً ضمن الأملاح، إذ يتكون من أيون الصوديوم ومن أنيون البيكربونات.
تعرف هذه المادة الكيميائية أيضاً باسم صودا الخَبْز؛ بسبب دخوله في تركيب عوامل النفاشية ومساحيق الخبز.

## الوفرة الطبيعية والتحضير
يوجد هذا المركب في الطبيعة على هيئة معدن ناهكوليت؛ كما يوجد أيضاً في معدن ترونا.
أما صناعياً فيحضر من معالجة محلول مشبع من رماد الصودا مع غاز ثنائي أكسيد الكربون عند 40°س؛ بعد ذلك يفصل معلق البيكربونات المتشكل من أسفل برج التفاعل، ثم يصفى ويغسل في مرشح دوار، ثم تجرى عملية تثفيل له ويجفف على سير ناقل مستمر عند 70°س.ويكون الناتج بنقاوة 99.8%.
{\displaystyle {\ce {Na2CO3 + CO2 + H2O -> 2 NaHCO3}}}

## الخواص
يوجد هذا المركب في الشروط القياسية على هيئة مسحوق بلوري أبيض، وهو قابل للانحلال بالماء، وذلك بمقدار 69 غ/ل عند الدرجة 0 °س، و 96 غ/ل عند الدرجة 96 °س و 165 عند الدرجة 60 °س. كما ينحل بشكل جزئي في الميثانول والأسيتون؛ لكنه لا ينحل في الكحول. يعطي انحلال بيكربونات الصوديوم في الماء وسطاً ذا قلوية ضعيفة:
{\displaystyle \mathrm {HCO_{3}^{\,-}+H_{2}O\leftrightharpoons H_{2}O+CO_{2}+OH^{-}} }
تكون بيكربونات الصوديوم ثابتة في الهواء الجاف، لكنها تتفكك ببطء في الهواء الرطب، لذلك يجب حفظها في عبوات محكمة الإغلاق، في أماكن باردة وجافة. يؤدي تسخين بيكربونات الصوديوم إلى التفكك الحراري إلى كربونات الصوديوم:
{\displaystyle \mathrm {2\ NaHCO_{3}\longrightarrow Na_{2}CO_{3}+CO_{2}+H_{2}O} }
تتبع بلورات هذا المركب نظام بلوري أحادي الميل.

## الاستخدامات
لمركب بيكربونات الصوديوم تطبيقات عملية وحياتية كثيرة، خاصة في مجال الصناعات الغذائية.

### الطبخ والخبز
يستخدم بيكربونات الصوديوم بشكل أساسي في عملية الخًبْز على هيئة عامل نفاشية (عامل رفع)، إذ عندما يخضع محلوله للتسخين يحدث تفاعل تفكك مما يؤدي إلى تحرر وانطلاق غاز ثنائي أكسيد الكربون، وذلك يساهم في تمدد الخليط وتشكيل قوام مميز وتشكل الحبيبات في المعجنات وأنواع من الخبز مثل الخبز السريع وخبز الصودا. يحدث تفاعل التفكك ذاته مع انطلاق للغاز عند تماس بيكربونات الصوديوم مع الحمض.
NaHCO3 + H+ → Na+ + CO2 + H2O
يدخل بيكربونات الصوديوم في تركيب ذرور الخبز (حوالي 30%)، ويؤدي وجود العديد من المكونات الحامضة في الطعام إلى تفعيل دورها في إطلاق غاز ثنائي أكسيد الكربون، كما تحوي خلطات مسحوق الخبز على مكونات أخرى مساعدة بالإضافة إلى بيكربونات الصوديوم مثل فوسفات أحادي الكالسيوم وفوسفات الألومنيوم والصوديوم أو بيطرطرات البوتاسيوم (كريم الطرطر).

### مضاف غذائي
يستخدم بيكربونات الصوديوم في الصناعات الغذائية ضمن المضافات الغذائية، على سبيل المثال في المياه المعبأة؛ ولهذه المادة رقم إي خاص وهو E500.

### التقانة النارية
يستخدم مركب بيكربونات الصوديوم في مجال التقانة النارية مكوناً في الثعبان الأسود، ويساهم المركب عن طريق التفكك الحراري، والذي ينتج غاز ثنائي أكسيد الكربون بكميات وافرة في إحداث الأثر الناتج في تمدد المواد على هيئة ثعبان نتيجة تفاعل احتراق المكون الرئيسي الثاني وهو السكروز.

### التطهير
لمركب بيكربونات الصوديوم خواص مطهرة ضعيفة؛ ويمكن أن يستخدم مبيداً لبعض أنواع الفطريات؛ وتلك الخاصة يستخدمها بعض تجار الكتب المستعملة لإزالة الرائحة عنها.

### إخماد الحرائق
يمكن أن يستخدم مركب بيكربونات الصوديوم من أجل إخماد الحرائق الصغيرة الدهنية أو الكهربائية، بمجرد إلقائها على النار، إذ أن التفكك الحراري للمركب يؤدي إلى إطلاق غاز ثنائي أكسيد الكربون، الأمر الذي يساهم في إزاحة الأكسجين وتقليل تركيزه. إلا أنه لا ينصح باستخدامها في إطفاء الحرائق في المقالي العميقة في المطبخ، إذ ربما قد يؤدي ذلك إلى تناثر الدهن. لذا ينصح باستخدام مطفأة الحريق، حيث يدخل بيكربونات الصوديوم في تركيب انواع منها، مثل مطفأة BC الكيماوية الجافة، خاصة أن الطبيعة القلوية لها تجعلها بديلاً جيداً عن مطافئ ABC الحاوية على مادة فوسفات أمونيوم ثنائي هيدروجين الأكالة. إن الطبيعة القلوية لمركب بيكربونات الصوديوم يجعله من العوامل الكيميائية جيدة الاستخدام في المطابخ التجارية.

### تعديل الأحماض
يتفاعل بيكربونات الصوديوم بشكل تلقائي مع الأحماض، محرراً غاز ثنائي أكسيد الكربون، ولذلك يستخدم في المختبرات الكيميائية من أجل تعديل المحاليل الحمضية غير المرغوبة أو لمعالجة حوادث السكب أو التسرب الكيميائية. بالمقابل، ليس من المناسب استخدام بيكربونات الصوديوم من تعديل القواعد الكيميائية، حتى وإن كان المواد المذبذبة التي تتفاعل مع الأحماض والقواعد.

### مكملات رياضية
يدخل بيكربونات الصوديوم في تركيب المكملات الغذائية للرياضيين من أجل تحسين الأداء العضلي؛ وخاصة في النشاطات الرياضية قصيرة الأمد مرتفعة الشدة.

### الزراعة
على الصعيد المنزلي، قد يساهم بيكربونات الصوديوم في الحد من نمو الفطريات عندما يطبق على أوراق النباتات، إلا أن الإفراط في ذلك قد يؤدي إلى التسبب بالشحوب اليخضوري.

### التطبيقات الطبية
يمكن استخدام بيكربونات الصوديوم عندما يمزج مع الماء على هيئة مضاد للحموضة من أجل معالجة حرقة الفؤاد.
يستخدم محلول بيكربونات الصوديوم الوريدية في بعض الأحيان من أجل معالجة الحماض (ارتفاع حموضة الدم)، أو عند انخفاض نسب أيونات الصوديوم أو البيكربونات في الدم؛ وذلك في حال كانت قيمة pH الدم منخفضة بشكل واضح.
تستخدم أيونات البيكربونات −HCO3 من أجل فرط بوتاسيوم الدم، إذ تساهم في دفع أيونات البوتاسيوم +K إلى الخلايا أثناء حماض الدم. بما أن بيكربونات الصوديوم قد يسبب القلاء، إذ يستخدم في معالجة الجرعات المفرطة من الأسبرين، إذ يتطلب الأسبرين وجود وسط حمضي من أجل الامتصاص الأمثل، ووجود وسط قاعدي من أجل إيقاف امتصاص الأسبرين في حالات الجرعات المفرطة. يستخدم بيكربونات الصوديوم أيضاً من أجل معالجة فرط الجرعة من مضادات الاكتئاب ثلاثية الحلقات. كما يمكن أن يستخدم أيضاً بشكل موضعي على هيئة محلول من أجل التخفيف من قرصات الحشرات.
يمكن أن يضاف مركب بيكربونات الصوديوم إلى المخدر الموضعي من أجل تسريع التأثير ومن أجل تخفيف ألم الحقنة. كما يضاف مركب بيكربونات الصوديوم إلى المحاليل، مثل محلول موفيه Moffett's solution أثناء العمليات الجراحية الأنفية.
بشكل مشابه لاستخداماته في مجال الطبخ، فإن مركب بيكربونات الصوديوم يمزج مع حمض ضعيف مثل حمض الطرطريك على هيئة سواغ في الأقراص الفوارة، إذ عند إلقاء القرص في الماء يتحرر غاز ثنائي أكسيد الكربون مما يساهم في ذوبان القرص وانطلاق المواد الفعالة، تاركاً إياها بشكل معلق أو منحلة في الماء مع الملح الناتج (في هذه الحالة طرطرات الصوديوم).

### مستحضرات النظافة الشخصية
يدخل بيكربونات الصوديوم في تركيب بعض أنواع غسول الفم؛ إذ لديه خواص ساحجة ومعقمة من أجل مكافحة التسوس والحفاظ على صحة الأسنان. يمزج بيكربونات الصوديوم مع مكونات أخرى ويدخل في تركيب مزيلات الرائحة. بالإضافة إلى ذلك، فإن بيكربونات الصوديوم يدخل في تركيب مستحضرات غسل الأنف؛ كما يدخل أيضاً في تركيب المستحضرات العينية من أجل المعالجة الأولية في حالات التهاب الجفن.

### البيطرة
يستخدم بيكربونات الصوديوم على هيئة مادة مضافة إلى علف المواشي، وخاصة على هيئة محلول منظم من أجل تعديل الحماض في كروش الحيوانات المجترة.

### تنظيف الأسطح
يستخدم مركب بيكربونات الصوديوم في عملية من أجل إزالة الدهان والتآكل بعملية تدعى سفع الصودا، إذ يدخل هذا المركب في تركيب وسط السفع من أجل تنظيف الأسطح المعدنية المصنوعة من فلزات الألومنيوم أو النحاس، وكذلك من الأسطح الخشبية، إذ تمثل عملية السفع بالصودا عملية سفع ناعمة لا تؤدي إلى الإضرار بتلك الركائز. يمكن أن يصنع معجون من بيكربونات الصوديوم (صودا الخبز) مع كمية قليلة من الماء، واستخدامه على هيئة مسحوق لطيف. ويمكن أن يكون مثل هذا المعجون مفيداً في إزالة الصدأ المتشكل على الأسطح، بسبب أن الصدأ قادر على تشكيل مركب حلول في الماء عند وجود محلول قلوي مركز. ينبغي استخدام ماء البارد من أجل تحضير المحاليل، لأن المحاليل الساخنة يمكن أن تؤدي إلى تآكل الأسطح. من جهة أخرى، يستخدم محلول ساخن من بيكربونات الصوديوم من أجل إزالة الطبقة المعتمة المتشكلة على الفضة، إذا كانت القطعة الفضية على تماس مع قطعة من رقاقة ألومنيوم.